# Nokia 6
Nokia 6是HMD Global在2017年1月8日的CES展览上针对中國市场独家發佈的智慧型手機，也是自HMD Global公司取得诺基亚品牌授權後首次發佈的智慧型手機。Nokia 6是由位於芬蘭的HMD Global公司設計，並由富士康負責製造。负责人称手机名称选用“6”是因为这一数字在中国有吉利的寓意。因為此手機是中國特供機，所以沒有內建Google開發的應用程式。内置的網頁瀏覽器為QQ瀏覽器，内置的應用商店是騰訊應用寶。
HMD于2017年2月26日在世界移动通信大会2017上公布了Nokia 6的国际版，采用了Android 7.0系统，已可升上Android 9.0系统。与中国版本相比，在硬件规格上没有变化，國際版有32GB版。